# 臉部辨識系統
臉部辨識系統（英語：Facial recognition system），又稱人脸识别、刷脸。特指利用分析比较人脸视觉特征信息进行身份鉴别的计算机技术。

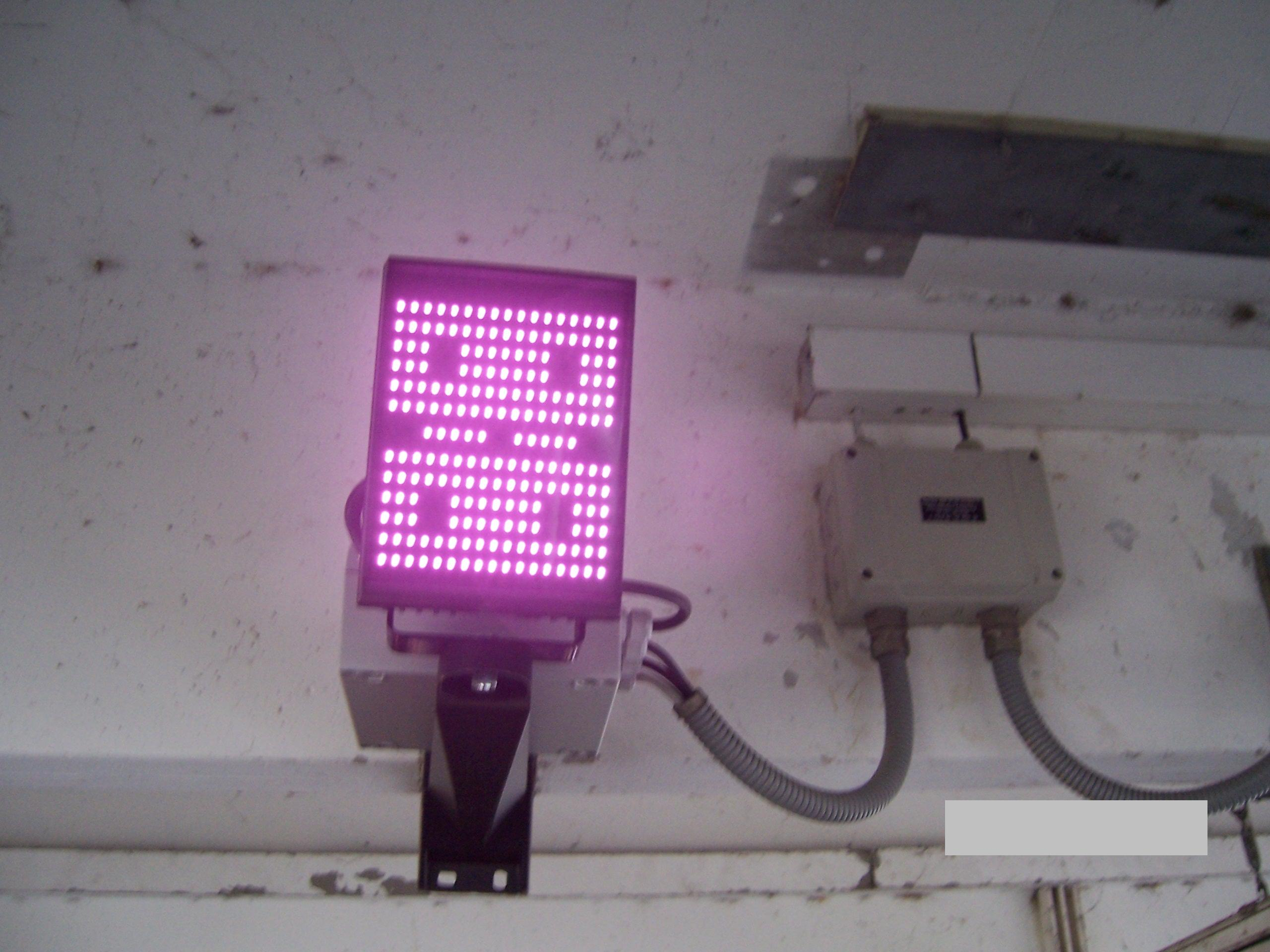
臉部辨識攝影機

广义的人脸识别实际包括构建人脸识别系统的一系列相关技术，包括人脸图像采集、人脸定位、人脸识别预处理、身份确认以及身份查找等；而狭义的人脸识别特指通过人脸进行身份确认或者身份查找的技术或系统。
人脸识别是一项热门的计算机技术研究领域，它属于生物特征识别技术，是对生物体（一般特指人）本身的生物特征来区分生物体个体。生物特征识别技术所研究的生物特征包括脸、指纹、手掌纹、虹膜、视网膜、声音（语音）、体形、个人习惯（例如敲击键盘的力度和频率、签字）等，相应的识别技术就有人脸识别、指纹识别、掌纹识别、虹膜识别、视网膜识别、语音识别（用语音识别可以进行身份识别，也可以进行语音内容的识别，只有前者属于生物特征识别技术）、体形识别、键盘敲击识别、签字识别等。

## 优势
人脸识别的优势在于其自然性和不被测个体察觉的特点。
所谓自然性，是指该识别方式同人类（甚至其他生物）进行个体识别时所利用的生物特征相同。例如人脸识别，人类也是通过观察比较人脸区分和确认身份的，另外具有自然性的识别还有语音识别、体形识别等，而指纹识别、虹膜识别等都不具有自然性，因为人类或者其他生物并不通过此类生物特征区别个体。

## 困难
虽然人脸识别有很多其他识别无法比拟的优点，但是它本身也存在许多困难。人脸识别被认为是生物特征识别领域甚至人工智能领域最困难的研究课题之一。人脸识别的困难主要是人脸作为生物特征的特点所带来的。人脸在视觉上的特点是：
1. 不同个体之间的区别不大，所有的人脸的结构都相似，甚至人脸器官的结构外形都很相似。这样的特点对于利用人脸进行定位是有利的，但是对于利用人脸区分人类个体是不利的。
2. 人脸的外形很不稳定，人可以通过脸部的变化产生很多表情，而在不同观察角度，人脸的视觉图像也相差很大，另外，人脸识别还受光照条件（例如白天和夜晚，室内和室外等）、人脸的很多遮盖物（例如口罩、墨镜、头发、胡须等）、年龄、拍摄的姿态角度等多方面因素的影响。

在人脸识别中，第一类的变化是应该放大而作为区分个体的标准的，而第二类的变化应该消除，因为它们可以代表同一个个体。通常称第一类变化为类间变化（inter-class difference），而称第二类变化为类内变化（intra-class difference）。对于人脸，类内变化往往大于类间变化，从而使在受类内变化干扰的情况下利用类间变化区分个体变得异常困难。

## 技术细节
一般来说，人脸识别系统包括图像摄取、人脸定位、图像预处理、以及人脸识别（身份确认或者身份查找）。系统输入一般是一张或者一系列含有未确定身份的人脸图像，以及人脸数据库中的若干已知身份的人脸图象或者相应的编码，而其输出则是一系列相似度得分，表明待识别的人脸的身份。
目前人脸识别的算法可以分类为：
- 基于人脸特征点的识别算法（feature-based recognition algorithms）。
- 基于整幅人脸图像的识别算法（appearance-based recognition algorithms）。
- 基于模板的识别算法（template-based recognition algorithms）。
- 利用神经网络进行识别的算法（recognition algorithms using neural network）。
- 利用支持向量机进行识别的算法（recognition algorithms using SVM）。

## 发展历史
人脸识别系统的研究始于20世纪60年代，80年代后随着计算机技术和光学成像技术的发展得到提高，而真正进入初级的应用阶段则在90年代后期，并且以美国、德国和日本的技术实现为主；人脸识别系统成功的关键在于是否拥有尖端的核心算法，并使识别结果具有实用化的识别率和识别速度；“人脸识别系统”集成了人工智能、机器识别、机器学习、模型理论、专家系统、视频图像处理等多种专业技术，同时需结合中间值处理的理论与实现，是生物特征识别的最新应用，其核心技术的实现，展现了弱人工智能向强人工智能的转化。
中华民国警政署自2007年开始使用M-Police人臉辨識系統查询民众身份。鉴于《個人資料保護法》，2021年11月起，警政署暂时停用人臉辨識系統。
截至2017年底，中國已在新疆部署了人工智能臉部辨識系統。訪問該地區的記者發現，在幾個城市每百米左右安裝一監控攝像頭。聯邦調查局亦未經授權擅自掃描數百萬張民眾駕照。
2019年11月，全球首個人臉識別導航智能停車場於中國廣州K11啟用，當車主接受人臉註冊後，停車場可以提供車位實景導航服務，方便車主取車。有關技術正研究於香港K11採用。

## 应用
人脸识别的应用主要有：

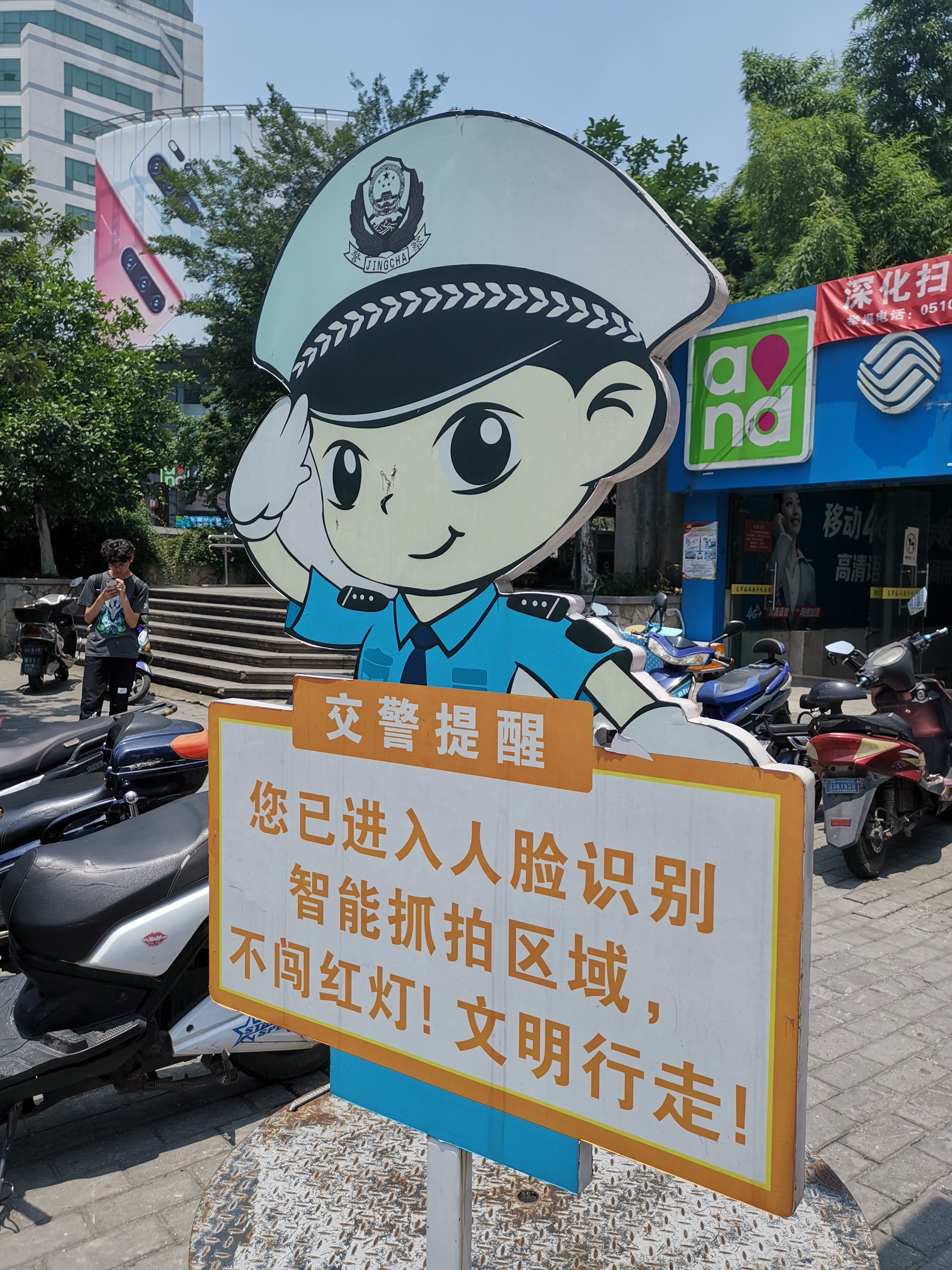
无锡交通警察的人脸识别提醒牌

- 门禁系统：受安全保护的地区可以通过人脸识别辨识试图进入者的身份，比如监狱、看守所、小区、学校等。
- 摄像监视系统：在例如银行、机场、体育场、商场、超级市场等公共场所对人群进行监视，以达到身份识别的目的。例如在机场安装监视系统以防止恐怖分子登机。
- 网络应用：利用人脸识别辅助信用卡网络支付，以防止非信用卡的拥有者使用信用卡，社保支付防止冒领等。
- 学生考勤系统：香港及澳门的中、小学已开始将智能卡配合人脸识别来为学生进行每天的出席点名记录。
- 相机：新型的数码相机已内建人脸识别功能以辅助拍摄人物时对焦。
- 智能手機：解鎖手機、識別使用者，如Android 4.0以上，iPhone X。
- 人证核验一体机：核验持证人和证件照是不是同一个人，主要用在酒店前台、税务局、医院等。
- 地铁乘车：在贵阳[8][9]、福州地铁全线网[10]及广州地铁7号线（广州南站至美的大道）、18号线全线、22号线全线、佛山地铁3号线全线[11][12]范围内可以通过人脸识别乘坐地铁，无需携带任何票卡。需要注意的是，开通、关闭、注销“人脸过闸”功能都需要用上身份证。

## 争议
臉部辨識系統虽然有其方便之外，但也衍生了许多资讯安全及隐私问题，加上现时臉部辨識系統并非十分精确，系统的演算法技术准确性相对较低，较容易出错、缺乏相关法律和道德标准、具有侵犯隐形权的讨论、以及政府很容易滥用这项技术，若应用在人权的犯罪防治工作上，则会引发歧视问题。

## 相关计算机语言
- MatLab：Matlab[14]是一种独立的编程语言，它有自己的框架和集成开发环境（IDE），具有更强大的工作空间。该编程语言提供了广泛的工具，你可以使用它们轻松处理更多技术编程任务。图像识别和面部处理是Matlab可以处理的一些任务。Matlab提供了一系列用于矩阵计算的内置工具。必须注意的是，图像识别和矩阵计算是齐头并进的。Matlab中可用的一些工具以执行复杂的图像处理任务，例如裁剪、旋转、掩蔽等。
- Python：目前，Python被认为一种目前最流行的编程语言。其简单性和多功能性是许多程序员喜欢使用它的一些原因。尽管很简单，但Python是一种可以依赖于执行复杂任务的语言。它可用于创建图像处理和识别功能。
- C / C ++ / C＃：它们功能强大，可以做任何事情，包括创建图像处理和识别功能。C系列编程语言提供了两种创建图像处理功能的选项。使用者可以选择从头开始对所有代码进行编码，从而手动编写代码。第二种选择是使用专为这些编程语言设计的现有库。这些库包括OpenGL、EmguCV、OpenCV等等。它们具有用于图像识别的智能图像处理功能。
- JAVA：像C和C ++一样，永远不要低估Java编程语言的强大功能[15]。这种语言足以执行复杂的功能。它可用于创建图像处理和图像识别的应用程序。
- OpenCV：开源计算机视觉（OpenCV）[16]是一种用于实时处理的高级工具。它也是一种跨平台工具，因此可以集成到任何编程语言中，以执行图像处理和识别功能。它可以与C、C ++、Java、Python和Android编程语言集成。

## 反人脸识别系统
最典型的反人脸识别是人脸欺诈攻击（又称为人脸呈现攻击），利用人脸照片、影片回放，面具等欺骗人脸识别系统。

## 相关领域
- 计算机视觉
- 人工智能
- 模式识别
- 神经网络
- 车牌识别
- 指纹识别
- 安全檢查